# Age of Empires II: Definitive Edition - Lords of the West
Age of Empires II: Definitive Edition - Lords of the West is de eerste uitbreiding van Age of Empires II: Definitive Edition. Het uitbreidingspakket, ontwikkeld door Forgotten Empires met ondersteuning van Tantalus Media en Wicked Witch, is sinds 26 januari 2021 beschikbaar via Steam of de Microsoft Store.

## Toevoegingen en veranderingen
Deze uitbreiding voegt twee nieuwe beschavingen toe, namelijk de Bourgondiërs en de Sicilianen. Naast de nieuwe campagnes en verschillende soorten nieuwe kaarten, werden enkele technische verbeteringen aangebracht in het oorspronkelijke spel.

### Campagnes
Drie nieuwe campagnes werden aan het spel toegevoegd. De eerste, die te spelen valt met de Britse beschaving, vertelt het verhaal van de machtsstrijd van Eduard I van Engeland in eigen land en dat van zijn latere kruistocht. De tweede focust op verscheidene Bourgondische hertogen, terwijl de laatste draait om de verovering van Sicilië door de Normandisch edelman Robert Guiscard.

### Eenheden
- Coutilier (Bourgondiërs)
- Vlaamse Militie (Bourgondiërs)
- Sergeant (Sicilianen)

### Gebouwen

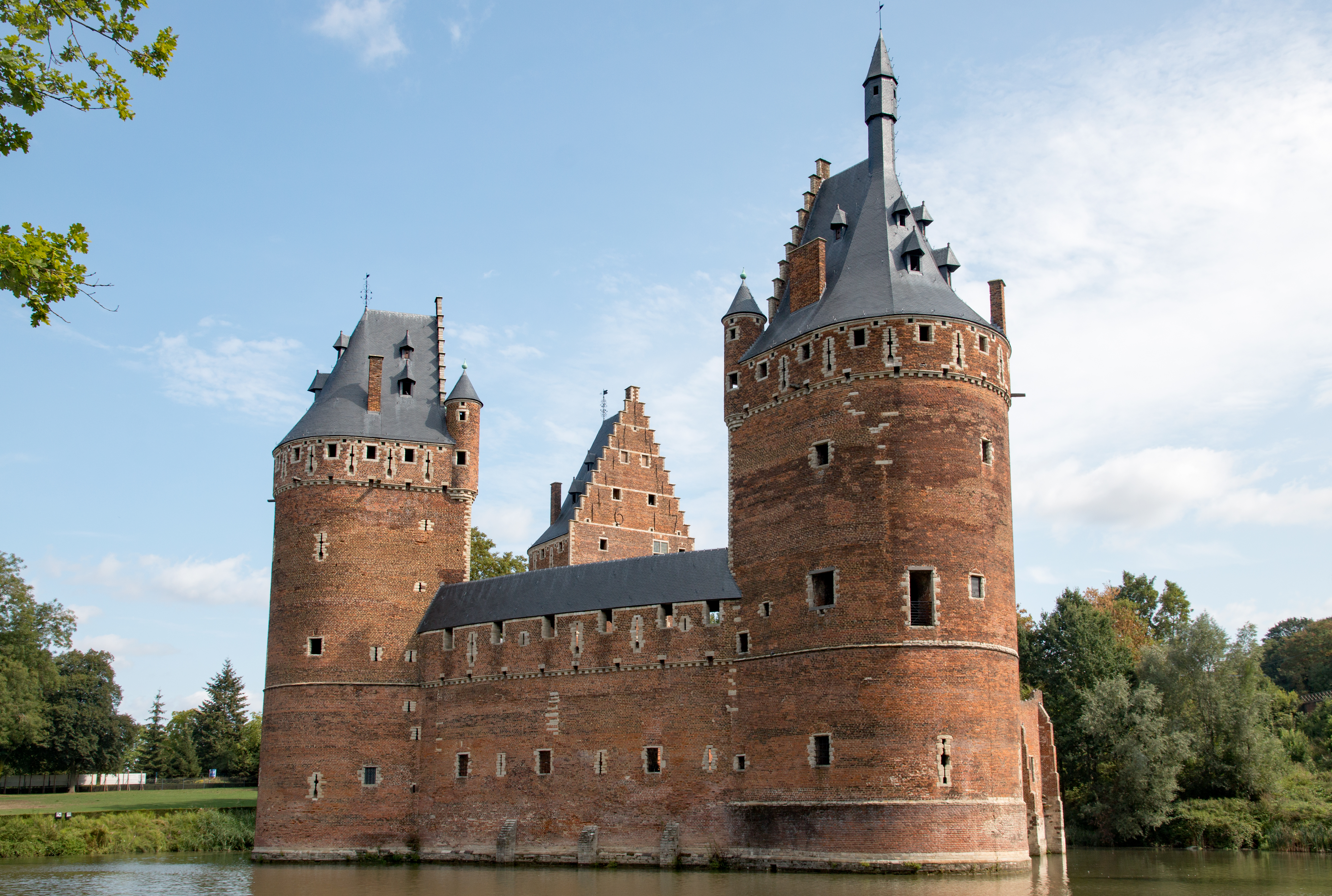
Het kasteel van Beersel, waarop het kasteel van de Bourgondiërs is gebaseerd.

Zoals bij de oorspronkelijke beschavingen in het spel, kregen de Bourgondiërs en de Sicilianen een eigen wonder, respectievelijk het stadhuis van Brussel en de dom van Monreale. De architectuur van het kasteel van de Bourgondiërs is geïnspireerd op het kasteel van Beersel.
Bovendien kregen de Sicilianen een gebouw dat enkel zij in het spel kunnen gebruiken, namelijk de donjon.